# 潘德克顿现代运用
潘德克顿现代运用（Usus modernus pandectarum），在严格的用法上，指的是17、18世纪出现在德意志地区的、法学发展的一个时期。

## 名称的起源
根据弗朗茨·维亚克尔的说法，这段历史时期得名于Samuel Stryk的著作的标题，Specimen usus moderni pandectarum。这个拉丁语概念的德语翻译是“moderner Gebrauch der Pandekten”，但似乎略显牵强，因为“usus”这个词的“运用”这个含义并不经常出现，它在罗马法中的含义是用益物权。这段时期所指称的，是一段长时间的、对罗马法的适用过程，它的结果是创造出了德意志地区的习惯法。由于民法大全文本的文字含义并非相当清楚，因此在适用时时常会出现问题，对此需要进行解释，以符合实践继受（praktischen Rezeption）的要求。正是由于现代运用时期人们的不懈努力，德意志的独立法学自我意识开始觉醒，这一时期也标志着德意志法律史的开端。

## 含义的多样性
但是在划定这段时期的内容和时间的范围时，正如Klaus Luig所说，学者们“遇到了极大的困难”。尽管如此，它的名称起源确凿无疑，基本也是出现在德意志地区的。现代运用与我们现在所谓的民族国家没有太大的关系，而是一个“欧洲法学的整体性事件（维亚克尔）”。荷兰法学家格老秀斯的作品便经常被那个时代的德意志法学家引用。而荷兰最著名的法学家之一，Johannes Voet，出身就是在德意志地区。因此，人们习惯于把运用“理论-实践的”方式来处理罗马法文本的一切法学家称作是现代运用时期的代表人物。
在广义上说，“usus modernus”是1500-1800年间，针对当时现行有效的罗马-教会法所进行的学术和实践活动。

## 现代运用时期的学说与实践
在这一时期开始的时候，在德意志地区，罗马法的继受活动已经通过注释法学派和后注释法学派的努力而获得了广泛的推进。在德意志地区，现代运用时期是与继受时期息息相关的。然而与前一时期（继受）相比，在现代运用时期，人们对罗马法文本的处理态度要更加自由、注重实践需求和联系具体的情形。人们不仅关注“优士丁尼民法大全”，也关注“教会法大全”和各地区自己的习惯法，如萨克森之鉴和施瓦本之鉴等。这样一来，在不同的法学家所居住的不同地区就出现了对于潘德克顿运用方式的差异，进而形成了不同的地方法，对于图宾根的Christoph Besold和Wolfgang Adam Lauterbach而言就是符腾堡法，对于格赖夫斯瓦尔德的David Mevius而言就是吕贝克法。
另外一个与继受时期的差异是，现在人们对罗马法更多的进行批判式的研究。在面对具体复杂的个案时，现代运用时期的法学家们倾向于认为罗马法的某些规则已经不适应近代生活关系的新变化，从而更愿意选择采用教会法或当地习惯法的规则。
在现代运用时期同样出现了新的法典，最著名的是《巴伐利亚民法典》。
到了1800世纪的上半叶，新出现的自然法也开始关注对潘德克顿的运用，比如某些自然法学家如Johann Gottlieb Heineccius和Augustin Leyser。

## 对后世的影响
在那些罗马法至今拥有直接效力的地区，如南非和博茨瓦纳，人们把“usus modernus pandectarum”和“usus hodiernus pandectarum”作为相互区别的概念来使用。

## 代表人物
除了上面所提到的法学家外，还有以下学者被认为是广义上的现代运用法学家：Ulrich Zasius (1461–1535), Matthias Wesenbeck (1531–1586), Christoph Besold (1577–1638), Arnold Vinnius (1588–1657), Benedikt Carpzov (1595–1666), Hermann Conring (1606–1681), David Mevius (1609–1670), Wolfgang Adam Lauterbach (1618–1678), Georg Adam Struve (1619–1692), Samuel Stryk (1640–1710), Johannes Voet (1647–1713) und Justus Henning Boehmer (1674–1749).

## 文献
- Helmut Coing, Europäisches Privatrecht, Bd. I Älteres Gemeines Recht, München 1985, Vorbemerkung S. 4
- Klaus-Peter Nanz, Die Entstehung des allgemeinen Vertragsbegriffs im 16. bis 18. Jahrhundert,  München 1985 (ISBN 3-88709-082-9), insbesondere Kapitel 8 und 9, S. 85 ff.
- Reinhard Zimmermann, The law of obligations, der bei Besprechung einzelner Schuldrechtinstitute jeweils auch auf die Lehre im usus modernus bzw. ius commune eingeht.
- A. Ahsmann, Vinnius, Arnold in: Kleinheyer, Gerd; Schröder, Jan (Hrsg.): Deutsche und Europäische Juristen aus neun Jahrhunderten, 4. Aufl. Heidelberg 1996 (ISBN 3-8252-0578-9)
- Gunter Wesener, Die Rolle des Usus modernus pandectarum im Entwurf des Codex Theresianus. Zur Wirkungsgeschichte des älteren gemeinen Rechts, in: Wirkungen europäischer Rechtskultur. Festschrift für Karl Kroeschell zum 70. Geburtstag (München 1997), S. 1363–1388.
- Gunter Wesener, Zur Verflechtung von Usus modernus pandectarum und Naturrechtslehre, in: Im Dienste der Gerechtigkeit. Festschrift für Franz Bydlinski (Wien-New York 2002) S. 473–494.
- Alessandro Hirata, Die Vollendung des usus modernus pandectarum: Christian Friedrich von Glück (1755–1831), Savigny-Zeitschrift 123 (2006), S. 330–342.
- Martin Heger, Recht im „Alten Reich“ – Der Usus modernus, ZJS 2010, 274 (PDF （页面存档备份，存于）)
- Gunter Wesener, Zur Bedeutung des Usus modernus pandectarum für das österreichische ABGB, Gedächtnisschrift für Theo Mayer-Maly zum 80. Geburtstag, Wien-New York 2011, S. 571–592.